# Ambush Marketing

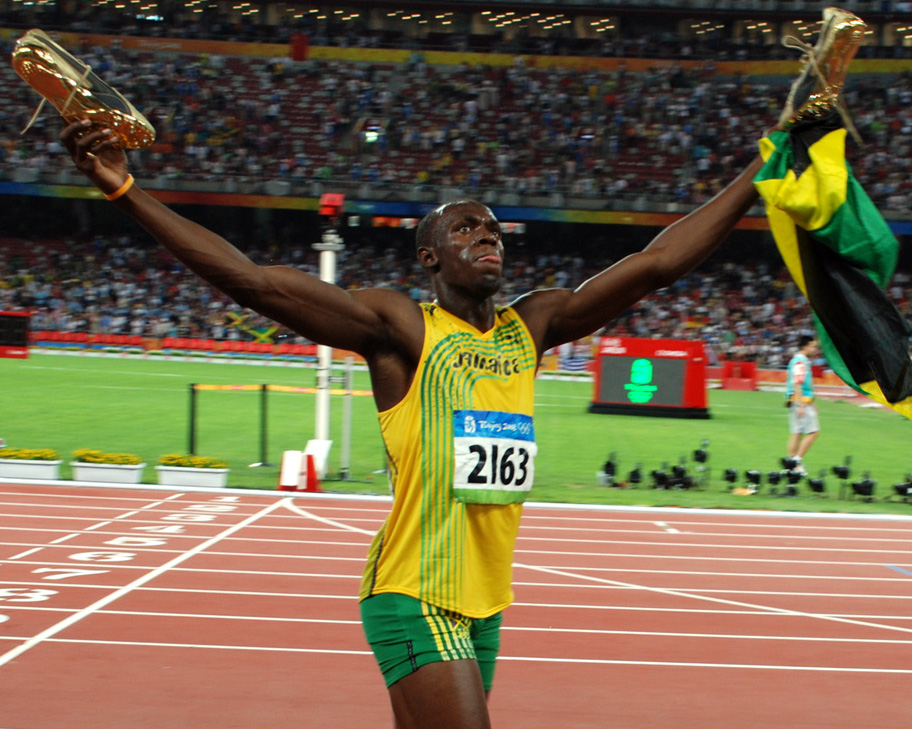
Usain Bolt zeigt bei den Olympischen Sommerspielen 2008, bei denen Adidas als offizieller Ausstatter fungierte, seine goldenen Puma-Laufschuhe in die Kameras.

Unter Ambush Marketing (auch Parasite Marketing oder Schmarotzermarketing) versteht man Marketingaktivitäten, die darauf abzielen, die mediale Aufmerksamkeit eines Großereignisses auszunutzen, ohne selbst Sponsor der Veranstaltung zu sein.
Der Begriff ambush ist englisch und bedeutet Hinterhalt. Ambush Marketing wird als eine Unterform des Guerilla-Marketing angesehen.
Auch wenn die negative Attribuierung dies nahelegt, sind Ambush-Marketing-Maßnahmen nur in Ausnahmefällen illegal.

## Hintergrund

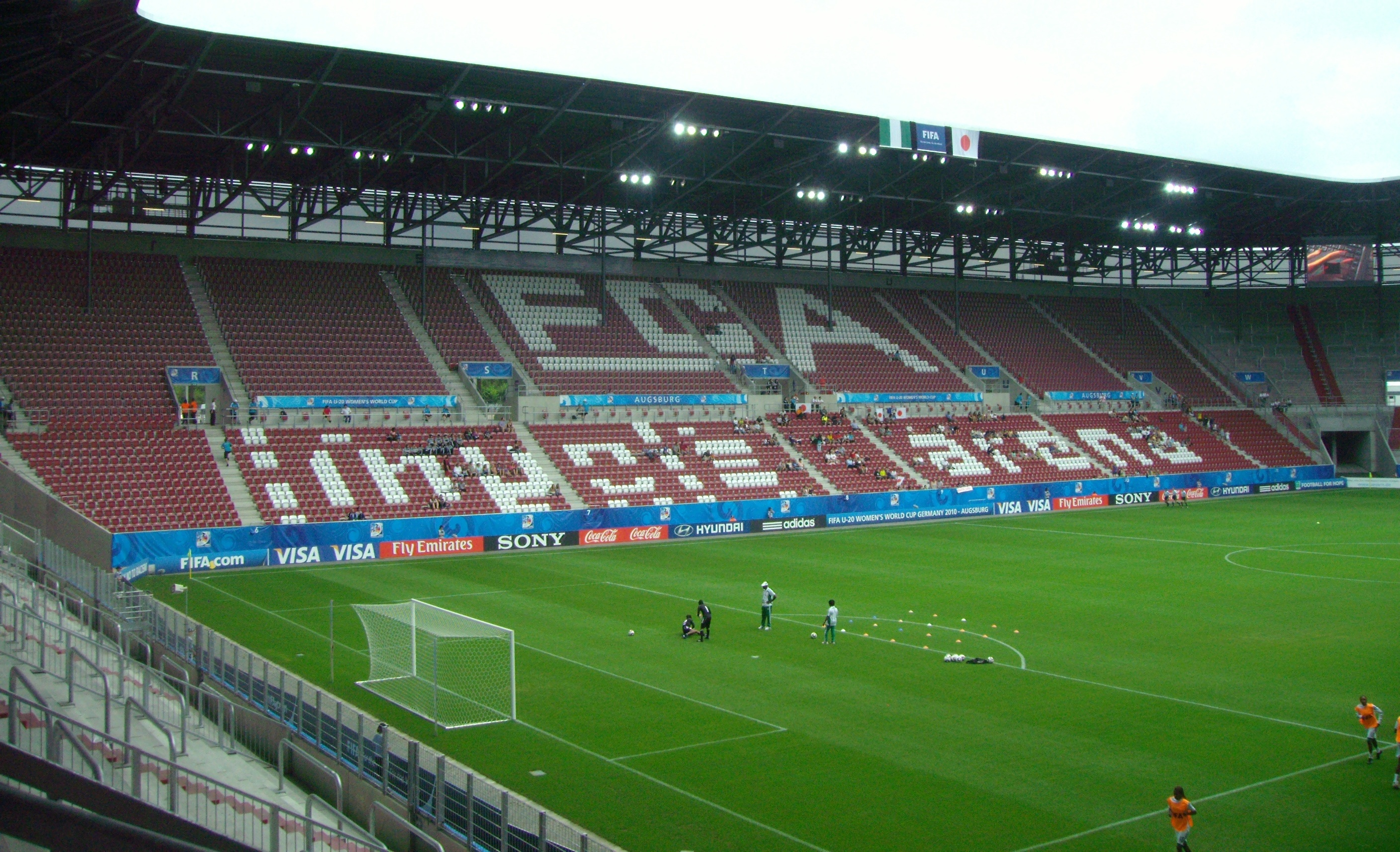
In der Augsburger Impuls Arena wurde das Wort „Impuls“ durch Veränderung der Bestuhlung für die U-20-Fußball-Weltmeisterschaft der Frauen 2010 unkenntlich gemacht. Während dieses Turniers hieß das Stadion „FIFA WM Stadion Augsburg“. Blaue Folien verdecken sonstige Schriftzüge.

Insbesondere sportliche Großveranstaltungen wie die Olympischen Spiele oder Fußball-Weltmeisterschaften sind ein viel genutzter Rahmen für Werbung und Sponsoring. Die Veranstalter und Sponsoren haben ein massives Interesse, die Öffentlichkeitswirkung, die diese Veranstaltungen erreichen, exklusiv für die Marketingaktivitäten der Sponsoren zu nutzen. Eine solche Exklusivität ist jedoch gesetzlich nicht vorgesehen. Es ist jedermann erlaubt, über die Veranstaltungen zu berichten und das allgemeine Interesse für die Sportveranstaltung zu nutzen, sofern keine Urheberrechte, Markenrechte oder das Hausrecht des Veranstalters verletzt werden. Aus diesem Grund versuchen Veranstalter und Sponsoren über Lobbyarbeit, die Reichweite ihrer Schutzrechte rechtlich ausdehnen zu lassen (zum Beispiel Olympia-Schutzgesetz) und nutzen ihr Hausrecht und die Verträge mit den berichtenden Massenmedien zur Förderung der Berichterstattung über die Sponsoren und zur Reduzierung der Sichtbarkeit von Nicht-Sponsoren.
Beispielsweise sieht die FIFA vor, dass bei ihren Turnieren die Schriftzüge von den Nicht-FIFA-Sponsoren verdeckt werden, damit nur FIFA-Sponsoren von der Öffentlichkeit der Berichterstattung über FIFA-Turniere profitieren können. Auch Unternehmen, die die Namensrechte an Fußballstadien gemietet haben, müssen während FIFA-Turnieren auf diese Bezeichnungen verzichten.

## Theorie

### Begriff und negative Verwendung
„To ambush“ bedeutet „überfallen, auflauern“. Die Übersetzung zeigt, dass der Begriff negativ belegt ist. Deutschsprachige Autoren benutzen auch den Begriff Schmarotzer- oder Parasitenmarketing. Mit dieser Wortwahl soll zum einen der Wettbewerber, der Ambush-Marketing nutzt, als Trittbrettfahrer denunziert und zum anderen die Illegalität des Vorgehens suggeriert werden.
Bartoluzzi, Dubach und Frey definierten 2002 Ambush Marketing als „das unerlaubte Trittbrettfahren, bei dem ein Außenseiter von einem Anlass profitiert, ohne selbst Sponsor zu sein“. Meenaghan beschreibt seinerseits Ambush Marketing als “the practice whereby another company, often a competitor, intrudes upon public attention surrounding the event, thereby deflecting attention to themselves and away from the sponsor” „Die Praxis, wonach ein anderes Unternehmen, oft ein Konkurrent, in die öffentliche Aufmerksamkeit rund um eine Veranstaltung eindringt, sie von diesem (Sponsor) ablenkt und auf sich zu fokussieren versucht.“
Aus der aktuelleren Forschung im Sportmarketing stammen die beiden nachfolgenden Definitionen, die in Parallelforschung etwa zeitgleich entstanden (2010).
Von Manuela Sachse stammt folgende Definition:

„Ambush Marketing ist das planmäßige Bestreben von Unternehmen, welche kein rechtliches, offizielles Sponsoringengagement mit einem Veranstalter eines (Sport)Events eingehen, durch eigene, eventbezogene Kommunikationsmaßnahmen die öffentliche Aufmerksamkeit auf sich selbst zu lenken und damit von der Kommunikationsleistung des Events (z. B. Bekanntheit, Image) zu profitieren.“

.
Gerd Nufer definiert in ähnlicher Weise:

„Ambush Marketing ist die Vorgehensweise von Unternehmen, dem direkten und indirekten Publikum durch eigene Marketing-, insbesondere Kommunikationsmaßnahmen eine autorisierte Verbindung zu einer Veranstaltung zu signalisieren, obwohl die betreffenden Unternehmen keine legalisierten oder lediglich unterprivilegierte Vermarktungsrechte an dieser von Dritten gesponserten Veranstaltung besitzen.“

Ziel des Trittbrettfahrers ist, positiv mit dem Ereignis assoziiert zu werden und andererseits Konkurrenten von diesem Effekt auszuschließen. Vor allem offizielle Sponsoren büßen so einen Teil der Wirkung ihres Geldeinsatzes ein. Häufig sind Sponsor und Ambusher direkte Konkurrenten. Ein bekanntes Beispiel ist die Konkurrenz der Sportartikelhersteller Adidas und Nike um die Aufmerksamkeit bei sportlichen Großveranstaltungen wie der Fußball-Weltmeisterschaft oder den Olympischen Spielen.

### Merkmale und Unterscheidung
Aus den verschiedenen Definitionsversuchen lassen sich folgende Merkmale von Ambush Marketing ableiten:
- Ambush Marketing ist der geplante Versuch eines Unternehmens, ohne Übernahme eines offiziellen Sponsorships mit einem Sportereignis assoziiert zu werden, und keine spontane Entscheidung oder vereinzelte Werbemaßnahme.
- Ambusher und Sponsor kommen in der Regel aus der gleichen Branche und sind direkte Konkurrenten.
- Nicht nur die Erzielung von Aufmerksamkeit steht im Vordergrund, sondern auch die Verwirrung der Zuschauer bezüglich der Verbindung zwischen dem Sponsoringsubjekt und dem Sponsor beziehungsweise Ambusher.
- Die Ambush-Maßnahmen sollen eine Verschiebung der Aufmerksamkeit vom offiziellen Sponsor auf den Ambusher bewirken mit dem Ergebnis, dass die kommunikative Wirkung des offiziellen Sponsorship beeinträchtigt wird.

Es wird zwischen direktem und indirektem Ambush-Marketing unterschieden:
- Direktes (oder plumpes) Ambush-Marketing ist die marken- oder urheberrechtswidrige Nutzung von Symbolen, Marken, Maskottchen oder Merchandising-Artikeln, ohne entsprechende Lizenzrechte zu erwerben. Dies ist rechtswidrig und wird in den Industriestaaten verfolgt.
- Indirektes Ambush-Marketing nutzt hingegen die legalen Möglichkeiten. Es wird unterschieden:
  - Ambush-Marketing-by-Intrusion: Hier wird Werbung
    - unter Nutzung eigener Symbole und Marken in geographischer Nähe zur Veranstaltung durchgeführt (zum Beispiel vor dem Stadion) oder
    - im medialen Umfeld der Sportveranstaltung  durchgeführt (zum Beispiel durch Schaltung von Werbespots in der Fernsehberichterstattung über die Veranstaltung) oder
    - im Rahmen von publikumswirksamen Dienstleistungen im Umfeld der Veranstaltung (zum Beispiel Public Viewing) durchgeführt.

  - Ambush-Marketing-by-Association: Hier wird die Veranstaltung
    - als Leitmotiv für die eigene Werbekampagne verwendet (zum Beispiel fußballspielende Überraschungsei-Figuren während einer Fußball-WM) oder
    - Werbung mit Teilnehmern der Veranstaltungen betrieben.

### Konkurrenz der Sponsoringverträge
Der letztgenannte Punkt ist zivilrechtlich anspruchsvoll. Bei sportlichen Großveranstaltungen besteht typischerweise eine Konkurrenz der Sponsoren unterschiedlicher Ebenen. Der Sportler selbst hat seinen Sponsor, der Sportverein, der Nationale Sportverband und ggf. der internationale Verband hat seinen eigenen. Da die jeweiligen Sponsoren Wettbewerber sein können (und meist sind), ist vertraglich zu regeln, wann welche Sponsoren welche Rechte haben.
Hier kommt es oft vor, dass der Markenhersteller X (der Sponsor des Sportlers ist) während einer Sportveranstaltung Werbung mit diesem Sportler schaltet und der Markenhersteller Y (der Sponsor der Veranstaltung ist) dies als Ambush Marketing kritisiert.

### Erscheinungsformen und Ziele
Geht man die einzelnen Formen der Reihe nach durch, so wird deutlich, dass der Kreativität keine Grenzen gesetzt zu sein scheinen, um Aufmerksamkeit zu generieren. Dazu lassen sich die Ambush-Marketing-Maßnahmen weitgehend in folgende Kategorien unterteilen:
- Auftritt als Präsenter
- Sponsoring einer Subkategorie
- Verdeckung kommunikativer Maßnahmen der Sponsoren
- Zeitgleiche Marketing-Aktion mit Bezug zur Veranstaltung
- Themenbezogene Werbung durch das Benutzen von Fotos oder Filmaufnahmen von Plätzen oder Veranstaltungen mit hohem Erinnerungswert oder mit Slogans, die zur Veranstaltung passen
- Andere kreative Maßnahmen, die nicht in die vorgenannten Kategorien passen.[1]

Die Ziele des Ambush Marketing sind weitgehend identisch mit denen des Sportsponsorings, sollen jedoch mit geringeren finanziellen Mitteln erreicht werden. Sie werden aus den Marketing- beziehungsweise Kommunikationszielen des Unternehmens abgeleitet und darum auch als derivative Kommunikationsziele bezeichnet. Mit dem Einsatz von Sponsoring beziehungsweise Ambush Marketing soll die Gesamtwirkung der Kommunikation synergetisch verstärkt werden, um die bestehenden Ziele der Unternehmenskommunikation zu erreichen. Man unterscheidet, wie auch im klassischen Marketing, zwischen psychologischen beziehungsweise qualitativen – etwa Image und Kundenzufriedenheit – und ökonomischen beziehungsweise quantitativen Zielen wie etwa Gewinn und Umsatz. Es soll also bei beiden eine positive Verbindung mit einer Sport-Veranstaltung hergestellt werden, bei dem
- die Erhöhung des Bekanntheitsgrads,
- ein Transfer positiver Imagedimensionen sowie
- ein Aufbau von Goodwill

im Vordergrund stehen.

## Praxis

### Beispiele
Ein eindrucksvolles Beispiel für Ambush-Marketing lieferte der Sportartikelhersteller Nike mit der Aktion „Go Heinrich Go“. Nike sponserte den über 80 Jahre alten Läufer Heinrich bei seiner Teilnahme am Berlin-Marathon. Nike stattete den Läufer aus und förderte die mediale Inszenierung beispielsweise durch Heinrich-Plakate entlang der Laufstrecke und eine eigene „Heinrich-Zeitung“ vor dem Marathon. Von der Medienaufmerksamkeit für den ältesten Marathonteilnehmer profitierte Nike und konnte so mit geringerem Aufwand einen vergleichbaren Effekt erzielen wie der offizielle Marathon-Sponsor Adidas.
Klassisches Ambush-Marketing-by-Intrusion war die Werbung eines nicht als offizieller Sponsor fungierenden Unternehmens auf einem Zeppelin, der beim Konföderationen-Pokal 2005 über dem Nürnberger Frankenstadion kreiste und auch im Fernsehen gezeigt wurde.
Eine dezentere Werbeform waren die Kontaktlinsen des britischen Sprinters Linford Christie bei den Olympischen Sommerspielen 1996, mit denen dieser das Logo seines Sponsors Puma auf einer Pressekonferenz präsentierte, ohne dass Puma offizieller Sponsor der Olympischen Spiele gewesen wäre.

### Gegenmaßnahmen
Während der Olympischen Spiele 1996 in Atlanta schaltete ein Telekommunikationsunternehmen in Neuseeland Anzeigen, in denen sie auf die olympischen Ringe anspielte. Ein neuseeländisches Gericht, vor dem das Unternehmen verklagt wurde, da es kein Sponsor der Spiele war, urteilte, dass darin keine relevante Irreführung liege.
Vor dem Hintergrund solcher Misserfolge für die am Schutz ihrer Vermarktungsverträge interessierten Veranstalter und Sponsoren versuchten diese, ihr Vorgehen gegen fremde Marken zu verschärfen: So wurden unter Verweis auf das Hausrecht bei den Olympischen Spielen in Sydney 2000 Pepsi-Flaschen eingezogen, da Coca-Cola Hauptsponsor war. Die Fußballverbände UEFA und FIFA forderten bei der Vergabe ihrer Turniere die Gastgeberstaaten auch zur Verschärfung rechtlicher Regelungen auf, um effektiv gegen Ambush Marketing vorgehen zu können:

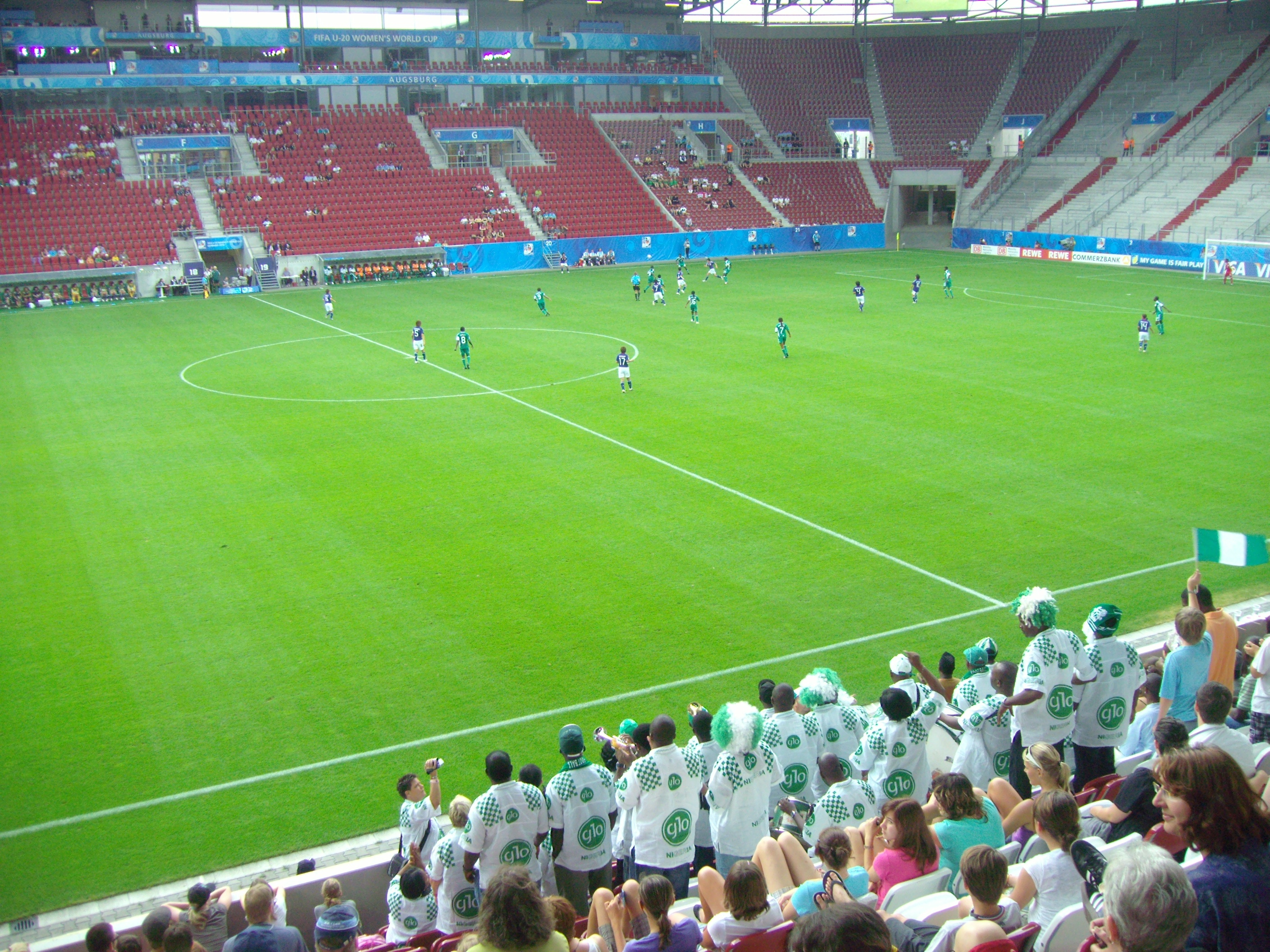
Nigerianischen Fußballfans in Trikots des Nicht-Sponsors Globacom wurde das Betreten des Stadions zum Spiel Nigeria – Japan der U-20-Fußball-Weltmeisterschaft der Frauen 2010 erlaubt.

Bei der WM 2006 in Deutschland bestand die FIFA auf einer „werbefreien“ (gemeint war frei von Werbung Dritter) Zone rund um die Stadien (im Volksmund „FIFA-Bannmeile“ genannt). Bis zu 1.000 niederländische Fußballfans, die in Lederhosen mit einem Brauerei-Logo-Aufdruck zu einem Gruppenspiel gekommen waren, wurden gezwungen, diese auszuziehen. “[Y]ou cannot tell people to strip off their lederhosen and force them to watch a game in their underpants” („Sie können nicht einfach den Leuten sagen, sie sollen ihre Lederhosen ausziehen und ein Spiel in Unterhosen sehen“), kritisierte die betroffene Brauerei Bavaria die ihrer Ansicht nach zu weit gehende FIFA-Maßnahme. Bei der Fußball-Weltmeisterschaft 2010 wurden niederländische Fans selbst ohne Brauerei-Logo des Ambush Marketings beschuldigt, aus dem Stadion entfernt und von der Polizei festgehalten. “[P]eople should have the right to wear whatever they want”, wiederholte Bavaria ihren Standpunkt. “There is no branding on the dresses. And Fifa don’t have a monopoly over orange.” („Die Leute sollten das Recht haben, die Kleidung zu tragen, die sie möchten. Auf den Kleidungsstücken war kein Markenzeichen abgebildet. Und die FIFA hat kein Monopol auf Orange.“)

### Forschung
Probleme und Auswirkungen, die Ambush Marketing mit sich bringt, sind noch längst nicht ausreichend erforscht. Beispielsweise war sowohl während, als auch im Vorfeld der FIFA-Fußball-Weltmeisterschaft 2006 festzustellen, dass die Werbung mit Fußballbezug rasant zunahm und der Zuschauer eine Übersättigung erfuhr. Ob und wie solcher Übersättigung entgegenzuwirken wäre, bleibt diskussionsbedürftig.
Die Wirkungen des Ambush Marketings sind auch bei Kommunikationsfachleuten umstritten. Forscher der Technischen Universität Chemnitz (Zanger/Drengner/Sachse) untersuchten in zahlreichen Studien, z. B. während der Fußball-Europameisterschaft 2004, Olympische Spiele oder Fußball-WM die Wirkungen des Ambush Marketings. Dabei zeigte sich, dass nur massive Kommunikationsmaßnahmen von offiziellen Sponsoren Gewähr boten, dass sich ein offizieller Sponsor von Ambushern absetzen konnte. Umgekehrt erreichten besonders jene Ambusher Aufmerksamkeit, welche einen engen Bezug zum Thema Fußball nutzen konnten.
Im Rahmen dieser Forschungen wurde zudem aus verhaltenswissenschaftlicher Sicht der Frage nachgegangen, ob aufgrund der wachsenden Flut von oft ähnlichen Kommunikationsmaßnahmen von Sponsoren und Ambushern im Rahmen sportlicher Großevents und der andererseits beschränkten Fähigkeit des Konsumenten zur Informationsverarbeitung mit negativen Kommunikationseffekten zu rechnen ist.
Sachse konnte in diversen empirischen Studien zu sportlichen Großereignissen (Fußball-WM, Olympische Spiele) belegen, dass nicht nur die Vielzahl, sondern auch die Qualität der auf den Konsumenten einströmenden Informationsrate durch Sponsoren und Ambusher zur Verwirrtheit des Konsumenten bezüglich der korrekten Wahrnehmung von Kommunikationsaktivitäten der Unternehmen und letztlich zur situativen Reaktanz des Konsumenten führen kann.

### Legalitätsfrage
Kritik bezieht sich auch auf den negativen Beiklang des Begriffs „Ambush Marketing“, „Trittbrettfahrer-“ oder „Schmarotzermarketing“: Kleineren Unternehmen bleibt oft nichts anderes übrig, als sich am Rande von Ereignissen zu präsentieren, da bei größeren Veranstaltungen nur die Unternehmen mit dem meisten Geld die hohen Sponsorengelder bezahlen und sich gegen Konkurrenten durchsetzen können. Durch die Verwendung pejorativer Begriffe wie Ambush Marketing wird sowohl eine Illegitimität als auch eine nur in ganz bestimmten Fällen gegebene Illegalität angedeutet.
Ambush Marketing ist rechtlich keine geeignete Kategorie. Die Veranstalter und die offiziellen Sponsoren versuchen sich mit dem Marken- und Wettbewerbs- und Hausrecht vor Ambush-Marketing zu „schützen“. Der Weltfußballverband FIFA hat deshalb zahlreiche Marken schützen lassen: so wird selbst für die Abbildung des WM-Pokals die Zustimmung der FIFA benötigt. Auch wurden in zahlreichen Staaten Gesetze geschaffen, welche Aktivitäten des Ambush Marketing im Sinne der Veranstalter verringern sollen.

### Kritik an Gegenmaßnahmen
Kritisch wurden Maßnahmen der FIFA gegen vermeintliches Ambush Marketing bei der Fußball-Weltmeisterschaft 2006 beurteilt und als „Korinthenkackerei“ bezeichnet: „In Medienzentren werden nicht genehme Logos überklebt. Journalisten mit dem falschen Herstelleraufdruck auf dem Laptop wird angedroht, das Schreibgerät abgeben zu müssen. Kinder, die im falschen Fußballtrikot stecken, müssen das Leibchen ausziehen, um ins Stadion gelassen zu werden.“ Bei der Fußball-Weltmeisterschaft 2010 in Südafrika kam es zur damit vergleichbaren „Beer-Babes-Affäre“.